# Военна доктрина на Руската федерация
Военната доктрина на Руската федерация е един от основните документи за стратегическо планиране на Руската федерация и представлява собствена система, официално приета от държавата с акт на държавния глава. Доктрината представя в синтезиран вид възгледите за подготовка на гражданската отбрана на страната и за изграждане на въоръжените ѝ сили за защита на Руската федерация от въоръжена външна интервенция срещу суверенитета ѝ.

## Предистория
С указ на президента на Русия Дмитрий Медведев в началото на февруари 2010 г. е утвърдена третата поред военна доктрина на Русия от възстановяване независимостта и суверенитета на страната след Августовския пуч от 1991 г. Първата военна доктрина на Русия е от 1993 г. и времето на Борис Елцин, а втората е от 2000 г. и времето на Владимир Путин.
На среща с постоянните членове на Съвета за сигурност на Руската федерация, председателят му и президент на Русия информира участниците за одобрението на два стратегически документа – за Военната доктрина на Руската федерация, и за „Основите на държавната политика в областта на ядреното възпиране до 2020 г.“ или Доктрина за стратегическо възпиране на страната.

## Факторинг и планиране
Военната доктрина на Русия отчита всички предходни стратегически документи от значение за планирането за периода до 2020 г., като е съобразена правно с федералните нормативни актове и международните договори, актове и споразумения по които Русия е страна.

## Ангажименти
Военната доктрина отразява ангажимента на Руската федерация, че ще използва всички политически, дипломатически, юридически, икономически, екологични, информационни, военни и други инструменти за защита на националните интереси на Руската федерация и на интересите на своите съюзници.

## Пояснение
В свое изказване, секретарят и говорител на Съвета за сигурност на Руската федерация Николай Патрушев пояснява, че текстът на доктрината не е секретен и е достъпен за запознаване от всички желаещи. Единственото пояснение от негова страна гласи, че „доктрината е съставена на основата на действащи документи, но и отчита кардиналните промени, които са станали в света“ през 21 век.
Военните и външнополитически анализатори обясняват, че това е първата от общо трите военни доктрини на Русия, която не носи ясно изразен отбранителен характер. Русия се ангажира с последната военна доктрина да развива допълнително наземните, морските и въздушните компоненти на ядрената си триада. За Кремъл видно и от текста на доктрината, ядреното оръжие и неговото развитие остават един от приоритетите на държавата.